# Montaut (Landes)
Pour les articles homonymes, voir Montaut.
Montaut (Mont Aut, en occitan) est une commune du Sud-Ouest de la France, située dans le département des Landes (région Nouvelle-Aquitaine).

## Géographie

### Localisation
La commune est située à une vingtaine de kilomètres au sud-ouest de Mont-de-Marsan, sur la D 32 entre Saint-Sever (8,5 km à l'est) et Dax (35 km à l'ouest-sud-ouest). Le Gers est à quelque 40 km à l'est, les Pyrénées-Atlantiques sont à 28 km au sud. 
Aire-sur-l'Adour, contigu au Gers, est à 40 km à l'est, avec accès à l'autoroute A65 (échangeur no 6 au nord d'Aire-sur-Adour ; l'échangeur no 7 au sud de la ville ne permet que l'accès en direction du nord et la sortie en venant du nord).
Les principaux hameaux sont Arcet et Trolle à l'est, Layerte au sud-est et Brocas au sud-ouest.

### Communes limitrophes
Les communes limitrophes sont  Banos, Doazit, Hauriet, Maylis, Saint-Aubin, Saint-Sever et Toulouzette.
|                     | Toulouzette | Saint-Sever |
| Hauriet             | Montaut     | Banos       |
| Saint-Aubin, Maylis | Doazit      |             |

### Géologie
La commune est sur le flanc nord de l'anticlinal d'Audignon, une structure née des contraintes pyrénéennes avec en son centre des affleurements de terrains carbonatés marins du Crétacé et du Tertiaire. Les environs ne présentant pas d'autre accident géologique marquant, les différents substrats présents sur la commune sont restés organisés en bandes orientées est / ouest. On y trouve du nord au sud :
- Une terrasse à galets, graviers et matrice sableuse du Pléistocène supérieur dans la vallée du Gabas[6] (Fx, en gris clair sur la carte[4]).
- Cette terrasse à matrice sableuse est bordée au sud par une terrasse du Pléistocène moyen ancien faite de galets, graviers et matrice argileuse rubéfiée[7] (Fv, en gris plus foncé)[4].
- Le flanc sud de la vallée du Gabas, jusqu'au village perché tout en haut, est fait de molasses ou argiles carbonatées versicolores de l'Oligo-Miocène[8] (g3-m2, en rose)[4]).

- La formation des sables fauves du Serravallien (Miocène moyen), des sables jaune-ocre à graviers et galets rubéfiés par la présence de fer[9] (m4, en jaune à pois rouges[4]).
- Les calcaires blancs parfois dolomitisés à silex et algues du Danien (Paléocène inférieur, Tertiaire[10] ; « e1 », en marron sur la carte[4]). Normalement placée entre les formations des sables fauves et les calcaires du Maastrichtien qui suivent, sur la commune ces calcaires daniens ont pratiquement disparu comme bande intermédiaire ; on les retrouve seulement sur un petit hectare en limite ouest de la commune, vers Tauziède ; et sur un peu plus de 9 ha dans l'est à la carrière d'Arcet. L'affleurement type de la partie inférieure de cette formation danienne d'Arcet a été emprunté au front de taille de la carrière[10].
- Les calcaires beiges à rudistes et foraminifères, géodes de silice et silex bruns, déposés au Maastrichtien[11] (« C7 », en jaune[4]). Les géologues les appellent localement « Couches de Dumes », lieu où leur stratigraphie est particulièrement bien présentée[11].
- Les calcaires blancs du Campanien à silex et calcaires argileux gris-beige[12] (« C6 », en vert clair[4]). Ces formations sont appelées « Couches de Pé-Marie », du nom de l'endroit où ont été levées les coupes de référence en rive gauche du Gabas, à l'ouest du village d'Eyres-Moncube[12].
- Les marnes intermédiaires[13] du Crétacé supérieur[14] (Cénomanien ou Turonien) (« C3-5 », en vert plus soutenu[4]). Ce sont des argiles gris bleuâtre fortement carbonatées, qui peuvent prendre aussi des teintes beige clair en surface. On note la présence de nodules carbonatés centimétriques à décimétriques blanchâtres[13].

Cette étroite surface de marnes est interrompue par une nappe isolée de sables fauves de 12 ha entre Nébout et Guardères au sud-est de Montaut ; les mêmes sables fauves la surmontent en limite ouest de commune sur environ 18 ha vers le hameau d'Argelès.
- Les calcaires plus ou moins dolomitiques du Cénomanien, blancs à beiges, parfois siliceux[14] (« C1-2 », en vert pâle[4]). Ces formations cénomaniennes sont appelées localement « Couches de Pilo », à cause des nombreuses petites carrières autrefois exploitées autour du lieu-dit Pilo au nord-est d'Audignon (carrière Maçon légèrement au nord du lieu-dit Buret). Du bas vers le haut semblent s'individualiser quatre horizons (calcaires à orbitolines, calcaires à préalvéolines et ovalvéolines, marnes intermédiaires et calcaires supérieurs)[14].
- Ces calcaires du Cénomanien contournent par l'ouest une masse de calcaire gris bleuté de l'Albien[15] (n7, en vert foncé[4]). Ces formations sont appelées localement « Couches de Lagouardère », du nom du lieu où se trouvent les affleurements types[15]. À leur extrémité Est, dans la pointe sud-est de la commune vers Layerte, se trouvent  75 ha de sables fauves (« m4 »)[4].

Sur la commune, le ruisseau de Bazin et sa branche méridionale le ruisseau de Saint-Pierre coulent presque entièrement sur les calcaires du Cénomanien. En allant vers le sud, on retrouve les marnes du Crétacé supérieur (« C3-5 ») ; puis les calcaires blancs du Campanien (« C6 ») en traces entre Caluchet et Cazaoubidaou ; enfin les calcaires du Maastrichtien (« C7 »), qui entourent une zone de sables fauves (« m4 ») à Gasseneilh (sur les hauteurs de Mondiron).

### Hydrographie
La commune est bordée au nord par la rivière le Gabas.
Deux autres cours d'eau arrosent la commune :
- le ruisseau de Bazin, affluent de la Gouaougue et qui prend source au sud-est du bourg puis s'écoule vers l'ouest, quittant la commune à 1,3 km au nord-ouest de Brocas[3] ;
- et le ruisseau de Saint-Pierre, affluent du Bazin, qui prend source à la fontaine Saint-Pierre (1,9 km à l'est de Brocas, tout près de la commune de Doazit) puis coule vers l'ouest et rejoint le Bazin à 700 m au nord-ouest de Brocas[3].

### Climat
Pour des articles plus généraux, voir Climat de la Nouvelle-Aquitaine et Climat des Landes.
Historiquement, la commune est exposée à un climat océanique aquitain.  
En 2020, Météo-France publie une typologie des climats de la France métropolitaine dans laquelle la commune est exposée à un climat océanique et est dans la région climatique  Aquitaine, Gascogne, caractérisée par une pluviométrie abondante au printemps, modérée en automne, un faible ensoleillement au printemps, un été chaud (19,5 °C), des vents faibles, des brouillards fréquents en automne et en hiver et des orages fréquents en été (15 à 20 jours).
Pour la période 1971-2000, la température annuelle moyenne est de 13,3 °C, avec une amplitude thermique annuelle de 14,1 °C. Le cumul annuel moyen de précipitations est de 1 119 mm, avec 12,6 jours de précipitations en janvier et 7,9 jours en juillet. Pour la période 1991-2020, la température moyenne annuelle observée sur la station météorologique la plus proche, située sur la commune de Bégaar à 18 km à vol d'oiseau, est de 13,8 °C et le cumul annuel moyen de précipitations est de 1 114,1 mm,. Pour l'avenir, les paramètres climatiques de la commune estimés pour 2050 selon différents scénarios d'émission de gaz à effet de serre sont consultables sur un site dédié publié par Météo-France en novembre 2022.

## Urbanisme

### Typologie
Au 1er janvier 2024, Montaut est catégorisée commune rurale à habitat dispersé, selon la nouvelle grille communale de densité à sept niveaux définie par l'Insee en 2022.
Elle est située hors unité urbaine. Par ailleurs la commune fait partie de l'aire d'attraction de Mont-de-Marsan, dont elle est une commune de la couronne,. Cette aire, qui regroupe 101 communes, est catégorisée dans les aires de 50 000 à moins de 200 000 habitants,.

### Occupation des sols

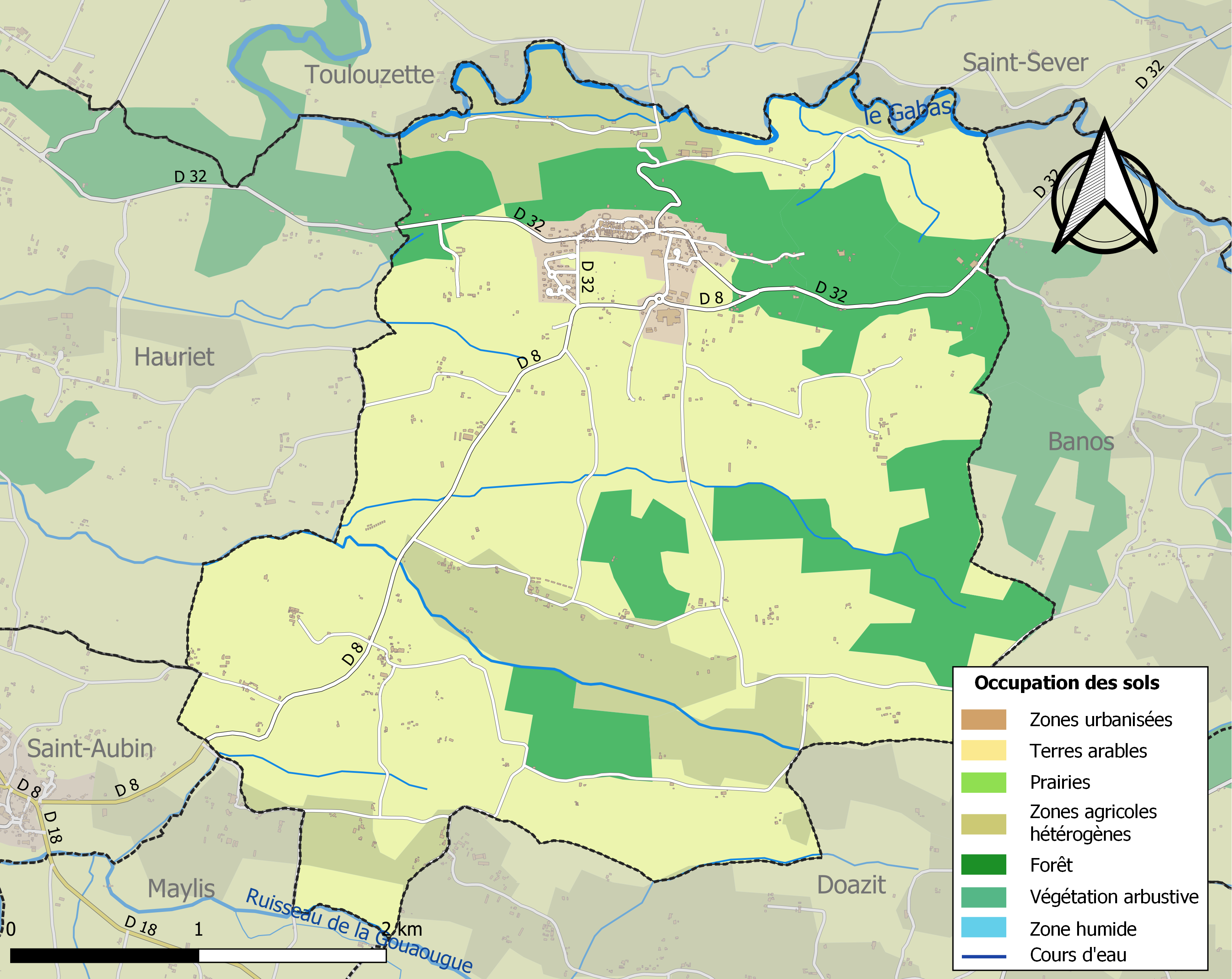
Carte des infrastructures et de l'occupation des sols de la commune en 2018 (CLC).

L'occupation des sols de la commune, telle qu'elle ressort de la base de données européenne d’occupation biophysique des sols Corine Land Cover (CLC), est marquée par l'importance des territoires agricoles (76,6 % en 2018), en diminution par rapport à 1990 (78,2 %). La répartition détaillée en 2018 est la suivante : terres arables (61,5 %), forêts (20,8 %), zones agricoles hétérogènes (15,2 %), zones urbanisées (2,6 %). L'évolution de l’occupation des sols de la commune et de ses infrastructures peut être observée sur les différentes représentations cartographiques du territoire : la carte de Cassini (XVIIIe siècle), la carte d'état-major (1820-1866) et les cartes ou photos aériennes de l'IGN pour la période actuelle (1950 à aujourd'hui).

### Risques majeurs
Le territoire de la commune de Montaut est vulnérable à différents aléas naturels : météorologiques (tempête, orage, neige, grand froid, canicule ou sécheresse), inondations, mouvements de terrains et séisme (sismicité faible). Il est également exposé à un risque technologique,  le transport de matières dangereuses. Un site publié par le BRGM permet d'évaluer simplement et rapidement les risques d'un bien localisé soit par son adresse soit par le numéro de sa parcelle.

#### Risques naturels
Certaines parties du territoire communal sont susceptibles d’être affectées par le risque d’inondation par débordement de cours d'eau, notamment le Gabas et le ruisseau de la Gouaougue. La commune a été reconnue en état de catastrophe naturelle au titre des dommages causés par les inondations et coulées de boue survenues en 1992, 1999, 2009, 2013, 2015 et 2020,.
Les mouvements de terrains susceptibles de se produire sur la commune sont des tassements différentiels.

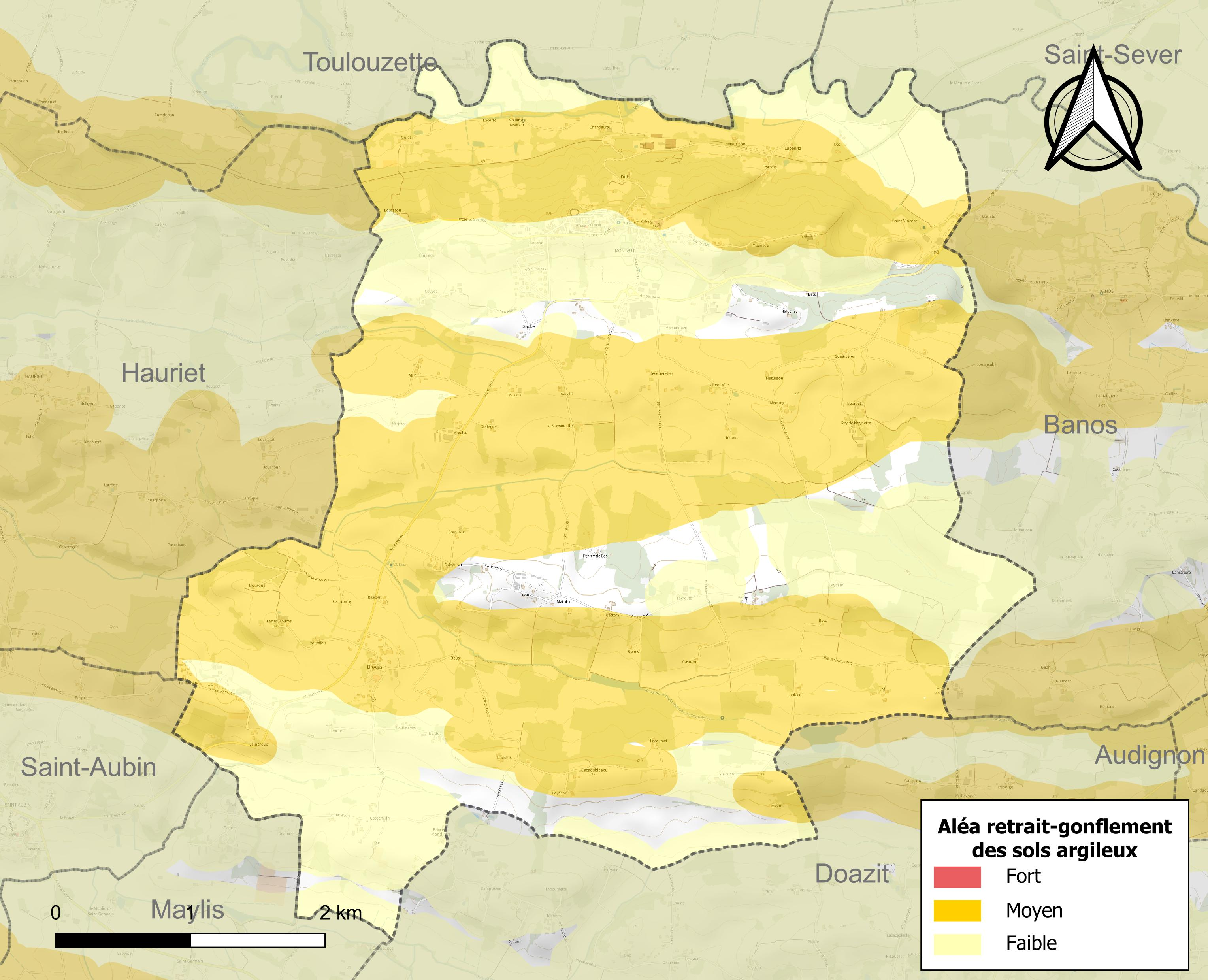
Carte des zones d'aléa retrait-gonflement des sols argileux de Montaut.

Le retrait-gonflement des sols argileux est susceptible d'engendrer des dommages importants aux bâtiments en cas d’alternance de périodes de sécheresse et de pluie. 60,7 % de la superficie communale est en aléa moyen ou fort (19,2 % au niveau départemental et 48,5 % au niveau national). Sur les 313 bâtiments dénombrés sur la commune en 2019,  125 sont en aléa moyen ou fort, soit 40 %, à comparer aux 17 % au niveau départemental et 54 % au niveau national. Une cartographie de l'exposition du territoire national au retrait gonflement des sols argileux est disponible sur le site du BRGM,.
Concernant les mouvements de terrains, la commune a été reconnue en état de catastrophe naturelle au titre des dommages causés par des mouvements de terrain en 1999.

#### Risques technologiques
Le risque de transport de matières dangereuses sur la commune est lié à sa traversée par une ou des infrastructures routières ou ferroviaires importantes ou la présence d'une canalisation de transport d'hydrocarbures. Un accident se produisant sur de telles infrastructures est susceptible d’avoir des effets graves sur les biens, les personnes ou l'environnement, selon la nature du matériau transporté. Des dispositions d’urbanisme peuvent être préconisées en conséquence.

## Histoire

### Préhistoire
L'important atelier de taille de silex à Arcet, souvent cité comme le site de Montaut, se trouve sur un plateau à 1,3 km à l'est de Montaut. Il est associé à une carrière. Découvert en 1889 par F. Mascaraux, il révèle une présence importante au Solutréen, mais a aussi livré des traces de Gravettien, d'Aurignacien et d'Azilien.
Quelques années après Mascaraux, Pierre-Eudoxe Dubalen réalise des fouilles assez étendues au centre du gisement et y collecte une série lithique importante. Lui succèdent J. Delaporterie et Letailleur, M. Neuville et plusieurs autres fouilleurs. L'exploitation de ce gisement se termine à la fin des années 1960 mais les recherches continuent sur le matériel recueilli, dont celles de Merlet (1980).
Le site comporte deux loci d'ateliers et des vestiges d'occupation. Le silex travaillé est d'origine locale.
En 2006 Michel Lenoir et Jean-Claude Merlet publient leurs recherches d'inventaire et d'étude des pièces conservées. Les pointes du site ont donné naissance à une typologie nouvelle : la pointe de « type Montaut », que l'on retrouve — pour une pièce foliacée asymétrique — jusqu'à la grotte de Roquecourbère à Betchat (à environ 200 km au sud-est, 23 km à l'est de Saint-Gaudens en Ariège). La pointe de Montaut est illustrée par une sculpture monumentale en métal (cuivre ?) de Michel Rozier au milieu du rond-point créé entre 1989 et 2008 (maire Gérard Labadie).
Lenoir et Merlet déterminent aussi que les pointes à cran présentes sur le site seraient plutôt du Gravettien que du Solutréen. Leur étude conclut que le site ne présente pas de Solutréen « typique » ; ils trouvent également des pièces curieuses, qu'ils nomment « Solutréen gascon ».

### Antiquité
Un castra se trouve au Casterot, hameau à 2,5 km au sud-est de Montaut. Le lieu-dit Monta a aussi livré des traces de défense en terre.

### Moyen-Âge
Brocas
(Ne pas confondre avec la commune de Brocas à 17 km au nord de Mont-de-Marsan.)
Brocas est le centre du pouvoir de la famille de Brocas au XIIIe siècle,,. C'est le chef-lieu de la paroisse « depuis un temps immémorial », jusqu'à ce que le petit hameau de Montaut ne se développe en bourg fortifié au gré des rivalités seigneuriales et des conflits de la féodalité. Ce développement date essentiellement des guerres de Religion du XVIe siècle car Montaut a de meilleures défenses naturelles, perché à 120 m d'altitude avec des pentes d'accès nettement plus escarpées qu'à Brocas qui est de surcroît à seulement 90 m d'altitude. L'église Saint-Pierre de Brocas, la plus ancienne et longtemps seule église de la paroisse, date du XIIIe siècle. Une fontaine miraculeuse lui est associée, la fontaine de Saint-Pierre, à 1,9 km à l'est de Brocas ; au XIXe siècle celle-ci est encore recouverte d'une construction en pierre en forme de reliquaire surmonté d'une croix, avec en façade une niche abritant une statue en terre cuite de saint Pierre.
Lorsque l'église paroissiale est construite, celle de Brocas lui est annexée même après que l'église de Montaut soit devenue une succursale en 1808. Mais au moins jusqu'au XIXe siècle inclus, les fêtes de la Toussaint et de Saint-Pierre sont célébrées dans l'église de Brocas. Elle est inscrite aux Monuments historiques par arrêté du 21 février 1934.
L'église Sainte-Catherine date du XIVe siècle.

### Temps modernes

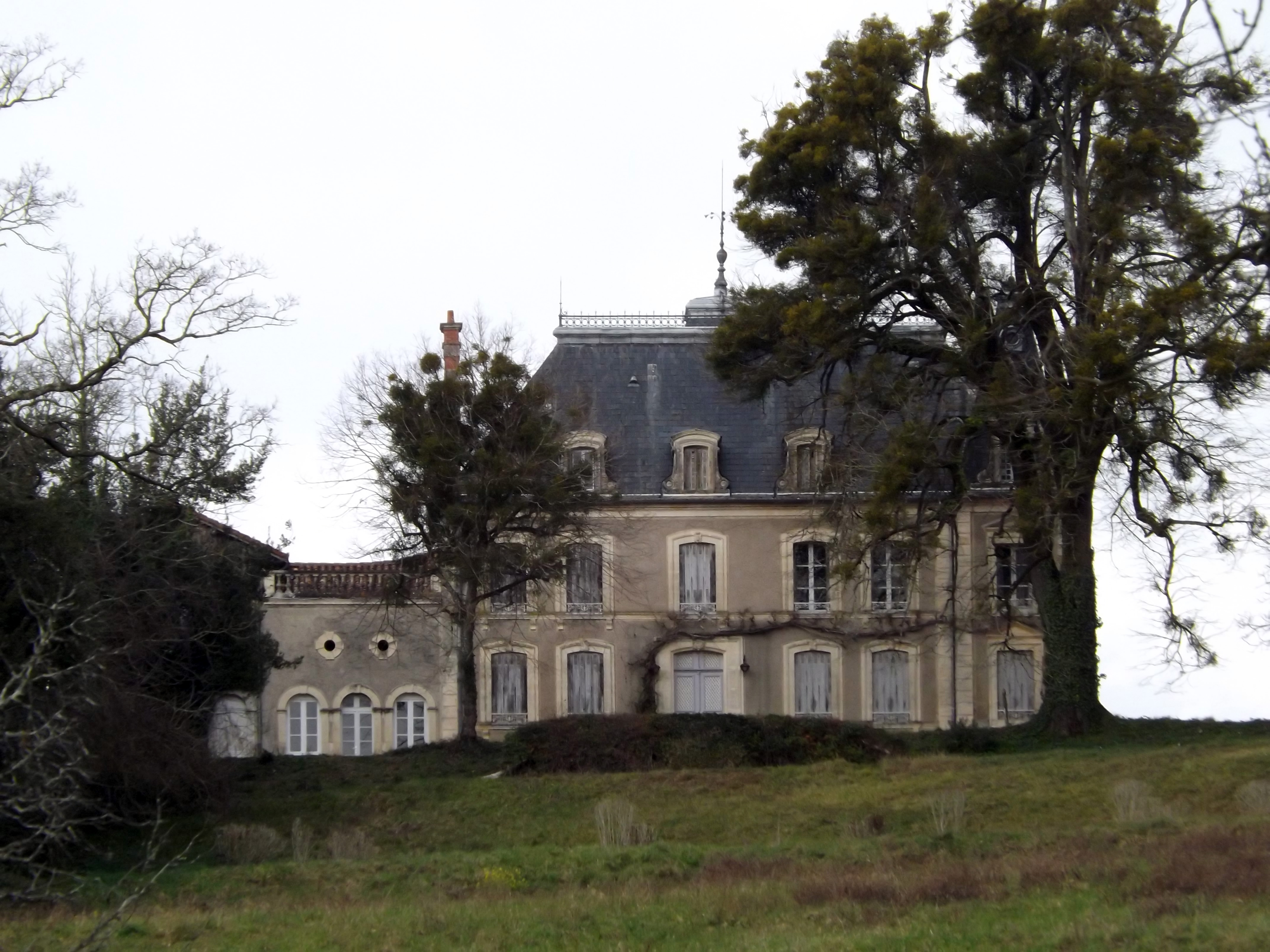
Château d'Arcet.

Lors de la formation des communes en 1790, Montaut absorbe Arcet, commune éphémère. Jusque là, Arcet dépendait de la paroisse d'Audignon. La petite église d'Arcet, bâtie par les Jacobins de Saint-Sever à 3,7 km au nord-ouest d'Audignon et seulement 1,3 km à l'est de Montaut, est devenue peu après sa construction la chapelle du nouveau château d'Arcet. Avant la Révolution, elle était une sous-annexe de l'église de Banos, elle-même une annexe de la paroisse d'Audignon ; elle était desservie par le vicaire de Banos, entretenu par le curé d'Audignon. Outre d'être le siège d'une confrérie en l'honneur de saint Michel, elle est particulièrement dédiée au culte du diacre martyr saint Vincent de Saragosse, patron des vignerons ; la fontaine miraculeuse qui est un attribut de ce culte (voir photo plus bas) attirait de nombreux pèlerins.

### Époque contemporaine
Le 1er janvier 2016, la commune passe dans la région Nouvelle-Aquitaine à la suite de la fusion de son ancienne région l'Aquitaine avec les régions Poitou-Charentes et Limousin.

## Politique et administration

### Liste des maires
| Période                                  | Période  | Identité                        | Étiquette | Qualité                      |
| ---------------------------------------- | -------- | ------------------------------- | --------- | ---------------------------- |
| avant 1981                               | ?        | Jean Constans                   |           |                              |
| 1983                                     | 1989     | Roger Dupouy                    |           |                              |
| mars 1989                                | 2008     | Gérard Labadie                  |           |                              |
| mars 2008                                | 2020     | Mme Claude Boisseau Deschouarts |           | Cadre de direction retraitée |
| mai 2020                                 | En cours | Anne-Marie Larrère              |           |                              |
| Les données manquantes sont à compléter. |          |                                 |           |                              |

### Politique environnementale
Dans son palmarès 2024, le Conseil national de villes et villages fleuris de France a attribué deux fleurs à la commune.

## Démographie
| 1793  | 1800 | 1806  | 1821  | 1831  | 1836  | 1841  | 1846  | 1851  |
| ----- | ---- | ----- | ----- | ----- | ----- | ----- | ----- | ----- |
| 1 148 | 865  | 1 060 | 1 372 | 1 407 | 1 301 | 1 180 | 1 227 | 1 205 |

| 1856  | 1861  | 1866  | 1872  | 1876  | 1881  | 1886  | 1891  | 1896  |
| ----- | ----- | ----- | ----- | ----- | ----- | ----- | ----- | ----- |
| 1 228 | 1 135 | 1 107 | 1 062 | 1 050 | 1 104 | 1 033 | 1 035 | 1 219 |

| 1901 | 1906 | 1911 | 1921 | 1926 | 1931 | 1936 | 1946 | 1954 |
| ---- | ---- | ---- | ---- | ---- | ---- | ---- | ---- | ---- |
| 956  | 964  | 962  | 909  | 856  | 819  | 812  | 811  | 758  |

| 1962 | 1968 | 1975 | 1982 | 1990 | 1999 | 2006 | 2008 | 2013 |
| ---- | ---- | ---- | ---- | ---- | ---- | ---- | ---- | ---- |
| 794  | 766  | 704  | 556  | 592  | 604  | 567  | 556  | 631  |

| 2018 | 2022 | - | - | - | - | - | - | - |
| ---- | ---- | - | - | - | - | - | - | - |
| 617  | 604  | - | - | - | - | - | - | - |

## Culture locale et patrimoine

### Lieux et monuments

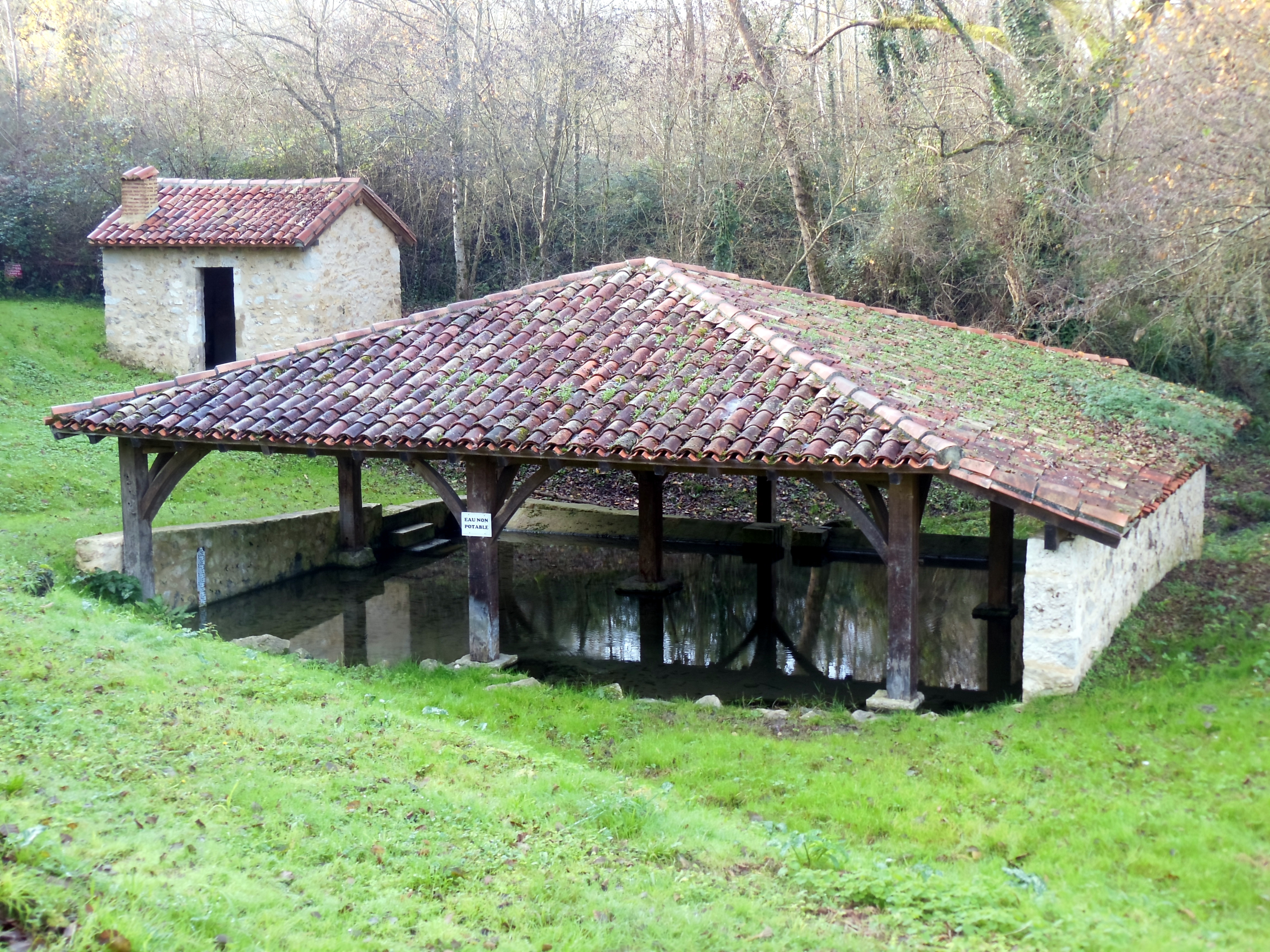
Lavoir Saint-Vincent, quartier d'Arcet.

- Le hameau de Brocas : Cet ancien fief appartenait au XIVe siècle à la famille de Brocas. Il était une paroisse rattachée à Montaut.
- L'église Saint-Pierre de Brocas date du XIIIe siècle. Elle est inscrite aux Monuments historiques par arrêté du 21 février 1934[48].
- L'église Sainte-Catherine du XIVe siècle est inscrite aux Monuments historiques par arrêté du 5 octobre 1970[57].
- Les arènes : Tous les villageois ont participé à leur construction. Situées en contrebas de l'église Sainte-Catherine, les arènes sont la fierté du village.
- Le chêne centenaire : Sur la place de l'église subsiste la souche d'un chêne quadri-centenaire dont le tronc faisait six mètres de circonférence. Une plaque commémore sa chute,  le 20 août 2011.

### Personnalités liées à la commune
- Bernard de Brocas, dont le gisant est dans l'abbaye de Westminster à Londres.
- Le comte Léon (né Gaston Léon à Paris en 1857), petit-fils de Napoléon Ier, est mort à Montaut en 1937 (cf descendance des Bonaparte).

### Héraldique
| Blason de Montaut | Blason  | Parti : au 1er d'or à la tour flanquée à senestre d'une échauguette (église Sainte-Catherine de Montaut), au trait de sable, au 2d de gueules à l'église du lieu (église Saint-Pierre de Brocas) au trait de sable, au silex taillé au trait de sable brochant en chef sur la partition. |
| Blason de Montaut | Détails | Le statut officiel du blason reste à déterminer. |
| Blason de Montaut | Alias   | Fascé d'or et de gueules. Armes attribuées par Charles d'Hozier en 1696. |